# Crimes of the Future (1970)
Crimes of the Future ist ein früher Science-Fiction-Film des kanadischen Regisseurs David Cronenberg aus dem Jahre 1970. Der Film wird stets in Verbindung mit dem Film Stereo genannt.

## Handlung
Die Handlung des Filmes dreht sich um den Journalisten Adrian Tripod. Dieser ist vollends damit beschäftigt, den Tod nahezu aller Frauen der Erde zu untersuchen. Tripod macht die Entdeckung, dass diese Sterbefälle möglicherweise als Auslöser ein giftiges kosmetisches Erzeugnis haben, welches von einem Unternehmen hergestellt wird, das zudem in ein internationales Netzwerk von minderjährigen Prostituierten verwoben ist.